# Incheon Football Stadium
Incheon Football Stadium – stadion piłkarski w Inczonie, w Korei Południowej. Jego budowa rozpoczęła się w maju 2008 roku, a otwarcie miało miejsce 11 marca 2012 roku. Koszt budowy areny wyniósł 110 mln dolarów. Pojemność stadionu wynosi 20 891 widzów. Na obiekcie swoje spotkania rozgrywają piłkarze klubu Incheon United, którzy przed otwarciem stadionu występowali na Stadion Incheon Munhak.